# Větruše
Větruše (dříve též Ferdinandova výšina) je spočinek kopce Ořechovka, jenž se tyčí nad údolím řeky Labe na území města Ústí nad Labem. Tvoří jednu z významných dominant města a je oblíbeným výletním cílem. Nachází se zde zámeček s rozhlednou, restaurací a hotelem. Nedaleko se nachází přírodní a zrcadlové bludiště. V těsné blízkosti zámečku má horní stanici lanová dráha Větruše z centra města.

## Stavba
Budova v dnešním historizujícím stylu se secesními prvky vznikla přestavbou původně empírové restaurace ústeckým horským spolkem v letech 1896 až 1897. Patří tak mezi nejstarší stavby tohoto typu, které se na přelomu 19. a 20. století zvlášť v severních Čechách stavěly. Byla navržena architektem Alwinem Köhlerem. Po první světové válce byla rozšířena o jižní ubytovací křídlo. O další přístavbě se uvažovalo v 80. letech, kdy byl vypracován návrh architekta Zdeňka Vávry, avšak nebyl realizován a zámeček dále chátral. V roce 2002 byl zachráněn od úplného zániku rekonstrukcí financovanou městem Ústí nad Labem a v roce 2012 byla otevřena přístavba hotelu podle ústeckého Archatelieru 2000 architektů Jana a Jany Kallmünzerových.

## Historie
- 826 – údajně první stavba nedoloženého hradu Wittrusch na Soudném vrchu – vyhořel
- 1839 – při hledání vodního pramenu objeveny zbytky základových zdí nedoloženého hradu, Johann Thomas
- 1847 – dokončena stavba vyhlídkové restaurace, vrch přejmenován na počest císaře Ferdinanda Ferdinandova výšina (Ferdinandshöhe)
- 1895 – plán města na rozšíření restauračního zařízení do honosnější podoby
- 13. červenec 1896 – schválení plánu a přestavba na honosnou budovu v pozdně historizujícím stylu se secesními prvky
- 15. říjen 1896 – položen základní kámen, 7. říjen 1897 – přestavba dokončena
- 1945 – vrch byl opět přejmenován na původní název Větruše
- 1950 – objekt převeden na organizaci Československá obec sokolská
- 1953 – objekt přešel pod správu organizace Státní výbor pro tělesnou výchovu a sport
- 1954 – správcem národní podnik Turista Praha
- 1958 – správcem Restaurace a jídelny
- 1984 – úvahy o přístavbě hotelu[4]

Od poloviny 80. let 20. století byl objekt uzavřen a chátral. 13. června 2000 plamen zničil střechu věže. V roce 2001 pak schválilo zastupitelstvo města Ústí nad Labem zakoupení objektu do majetku města. Město koupilo objekt Větruše za 2 010 000 korun. Na sklonku roku 2001 proběhlo „zakonzervování“ objektu, aby dále nechátral. Potom se město pustilo do náročné rekonstrukce. Zámeček byl postupně rekonstruován nákladem okolo 70 000 000 Kč. V prosinci 2005 byl areál znovu otevřen pro veřejnost.
V srpnu 2007 se projevil neprovedený geologický průzkum, který měl být součástí rekonstrukce areálu, a v rozmezí několika dní došlo ke dvěma po sobě následujícím sesuvům půdy pod vyhlídkovou opěrnou zdí, která se zhroutila. Město bylo nuceno tuto vyhlídkovou terasu pro veřejnost uzavřít. Provoz vyhlídkové terasy byl obnoven v první polovině roku 2009, v prosinci 2010 byla zprovozněna lanovka z centra města a na podzim 2012 byl zprovozněn i hotel.